# Liste der Monuments historiques in Saint-Germain-du-Seudre
Die Liste der Monuments historiques in Saint-Germain-du-Seudre führt die Monuments historiques in der französischen Gemeinde Saint-Germain-du-Seudre auf.

## Liste der Objekte
| Bezeichnung             | Beschreibung                        | Standort                        | Kennzeichnung | Schutzstatus | Datum | Bild |
| ----------------------- | ----------------------------------- | ------------------------------- | ------------- | ------------ | ----- | ---- |
| Büste von Eutrope Dupon | Gips, 1929, von Jean-Georges Achard | in der Mairie (Lage)            | PM17002051    | Inscrit      | 2004  |      |
| Kanzel                  | Holz, 19. Jahrhundert               | in der Kirche St-Germain (Lage) | PM17002090    | Inscrit      | 2005  |      |